# Ilhas Turcas

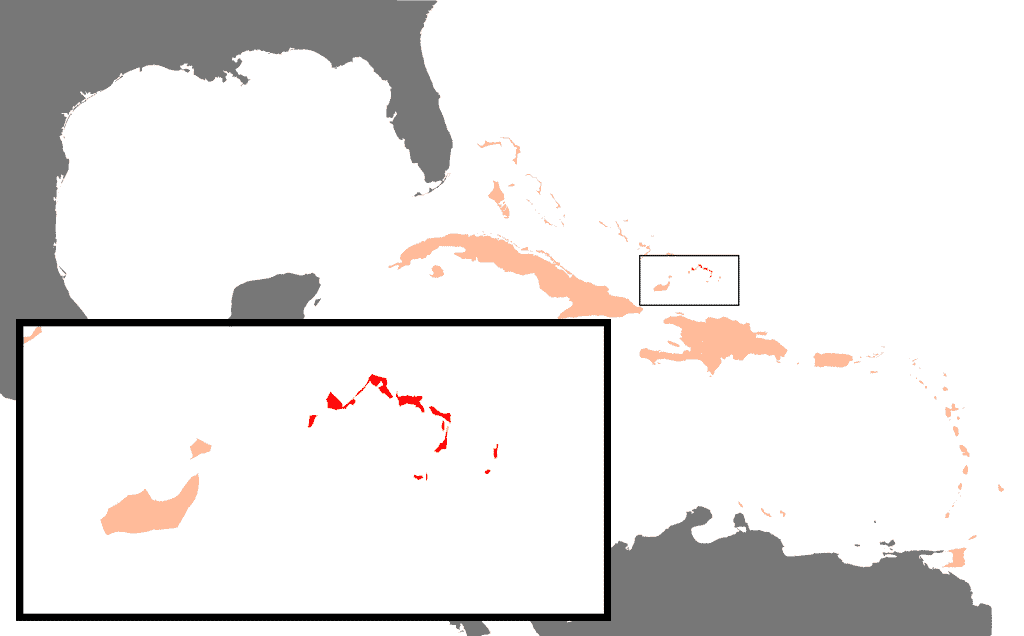
Ilhas Turcas e Caicos.

As Ilhas Turcas são um grupo de ilhas que fazem parte do território ultramarino das Ilhas Turcas e Caicos que pertence ao Reino Unido e se localiza no Caribe.